# Ruta Estatal de Nevada 377
La Ruta Estatal de Nevada 377, y abreviada SR 377 (en inglés: Nevada State Route 377) es una carretera estatal estadounidense ubicada en el estado de Nevada. La carretera inicia en el Oeste desde la SR 376     en Manhattan hacia el Este en la Main Street en Manhattan. La carretera tiene una longitud de 10,6 km (6.597 mi).

## Mantenimiento
Al igual que las autopistas interestatales, y las rutas federales y el resto de carreteras estatales, la Ruta Estatal de Nevada 377 es administrada y mantenida por el Departamento de Transporte de Nevada por sus siglas en inglés Nevada DOT.